# Rhynchomyzon purpurocinctum
Rhynchomyzon purpurocinctum is een eenoogkreeftjessoort uit de familie van de Asterocheridae. De wetenschappelijke naam van de soort is voor het eerst geldig gepubliceerd in 1893 door T. Scott.